# Jan Janssonius

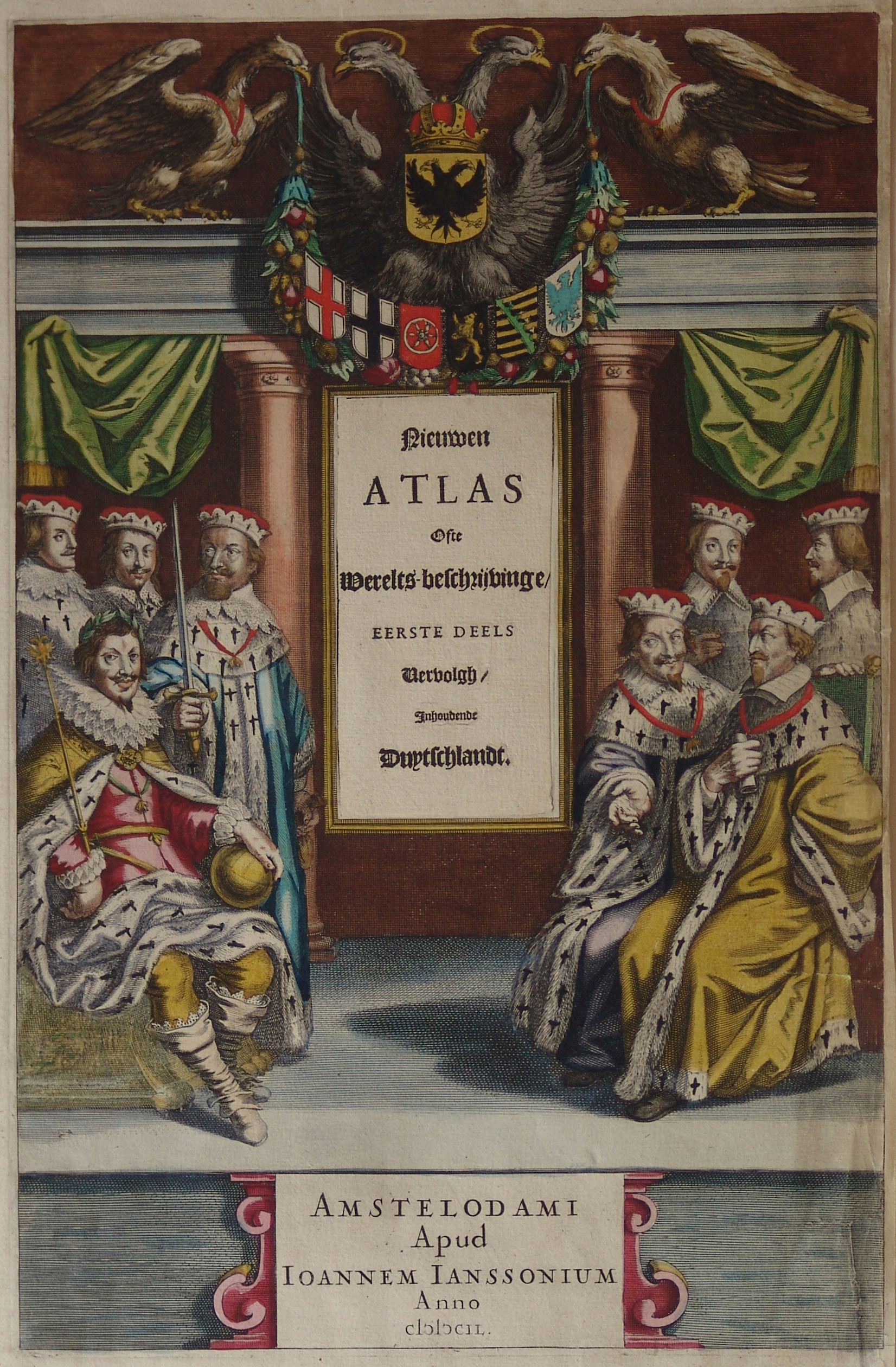
Nieuwen Atles (Nou Atles) de Johannes Janssonius, de l'any 1641.

Johannes Janssonius (Arnhem 1588 – Amsterdam, 11 de juliol de 1664) (nom de naixement Jan Janszoon, en anglès Jan Jansson) fou un cartògraf i editor holandès que va viure i treballar a Amsterdam, Països Baixos, durant el segle xvii dC.

## Biografia

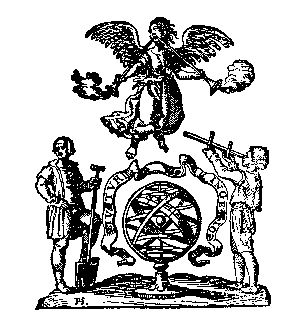
El distintiu gràfic o marca de Janssonius (BEIC)

Johannes Janssonius va néixer a la ciutat d'Arnhem, Països Baixos, i era fill de Jan Janszoon el Vell, un editor i llibreter. L'any 1612 es va casar amb Elisabeth de Hondt, filla del cartògraf i editor flamenc Jodocus Hondius. Janssonius va produir els seus primers mapes de França i Itàlia l'any 1616. El 1623 Janssonius va disposar d'una llibreria a la ciutat de Frankfurt del Main, que va prosperar i li va permetre obrir-ne d'altres a les poblacions de Danzig, Estocolm, Copenhaguen, Berlín, Königsberg, Geneva i Lyon. Elisabeth Hondius va morir l'any 1627 i Johannes va contraure matrimoni amb Elisabeth Carlier el 1629. La dècada de 1630 va formar una societat amb el seu cunyat Henricus Hondius i varen publicar reproduccions dels atles de Mercator, d'Hondius i del mateix Janssonius.
Sota el lideratge de Janssonius, l'Atles d'Hondius es va ampliar i el van rebatejar com Atlas Novus (Atles Nou). Aquesta ampliació va sortir publicada en tres volums, l'any 1638, i un d'aquests fou dedicat exclusivament a Itàlia. El 1646, va aparèixer un quart volum, que va incloure mapes dels comtats anglesos, just un any després d'una publicació similar feta pel cartògraf Joan Blaeu. Els mapes de Janssonius eren similars als de Joan Blaeu i algunes vegades va ser acusat de copiar a la seva competència, però molts dels seus mapes precedeixen els de Blaeu i abasten regions diferents. L'any 1660, Janssonius va publicar l'Atlas Major (Atles Major), d'11 volums, que va recollir l'obra d'uns cent autors i gravadors prestigiosos. A més, l'Atlas Major va incloure una descripció de "la majoria de les ciutats del món" (Townatlas), dels mars i oceans (Atles Maritimus, amb 33 mapes) i del Món Antic (amb 60 mapes). L'onzè volum fou l'Atlas of the Heavens (Atles dels Cels) d'Andreas Cellarius. Les edicions van ser impreses en neerlandès, en llatí,en francès i, un temps després, en alemany.
Després de la mort de Janssonius, la seva empresa editorial fou continuada pel seu fillastre, Johannes van Waesbergen. El llibreter de Londres Moses Pitt va intentar publicar l'Atlas Major en versió anglesa, però es va quedar sense recursos després del quart volum, l'any 1683.

## Selecció d'obres
- Sueciæ, Norvegiæ et Daniæ Nova Tabula, Amsterdam c. 1645.
- Tabula exactissima Regnorum Sueciæ et Norvegiæ (1636), el qual va reemplaçar Hondius II 1613

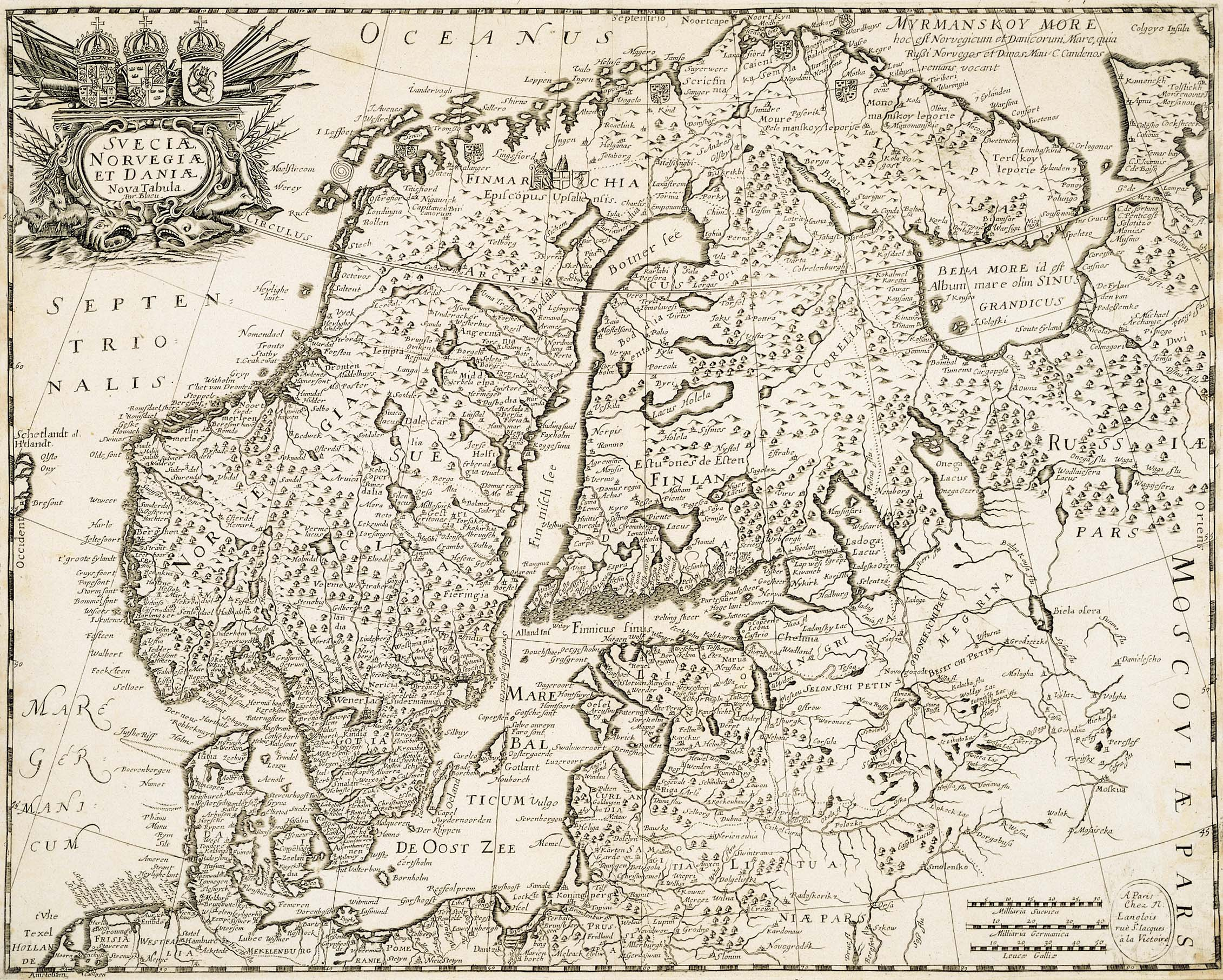
En nord-est d'Europa tal com el mostra l'atles publicat per Willem Blaeu.
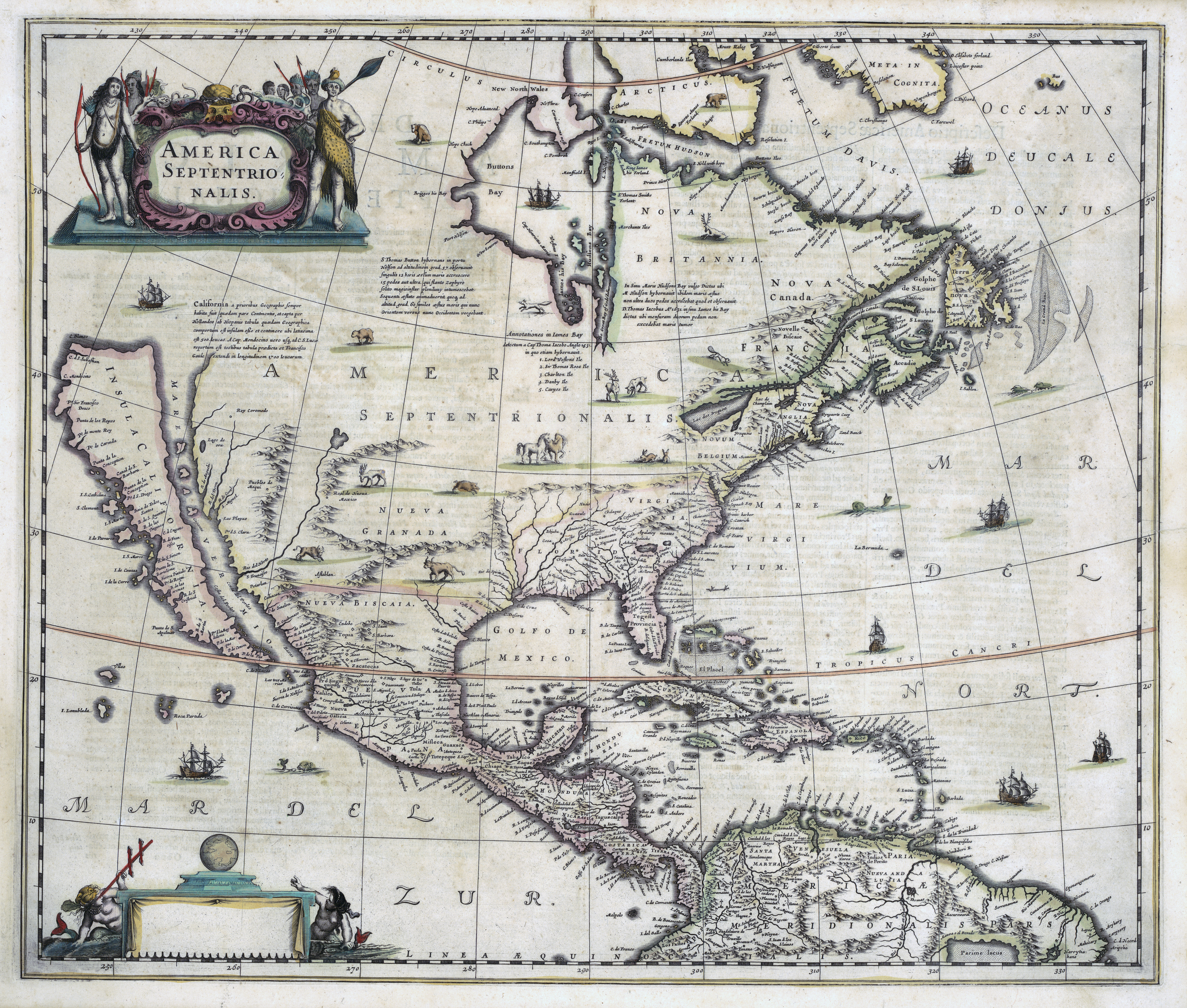
Episcopatum Stavangriensis, Bergensis et Asloiensis Amsterdam 1636–1642. Primer mapa que mostra el nom del Fiord d'Oslo. Aquest mapa mostra el sud de Noruega amb el bosbat d'Stavanger i l'àrea annexa dels bisbats de Bergen i d'Oslo.
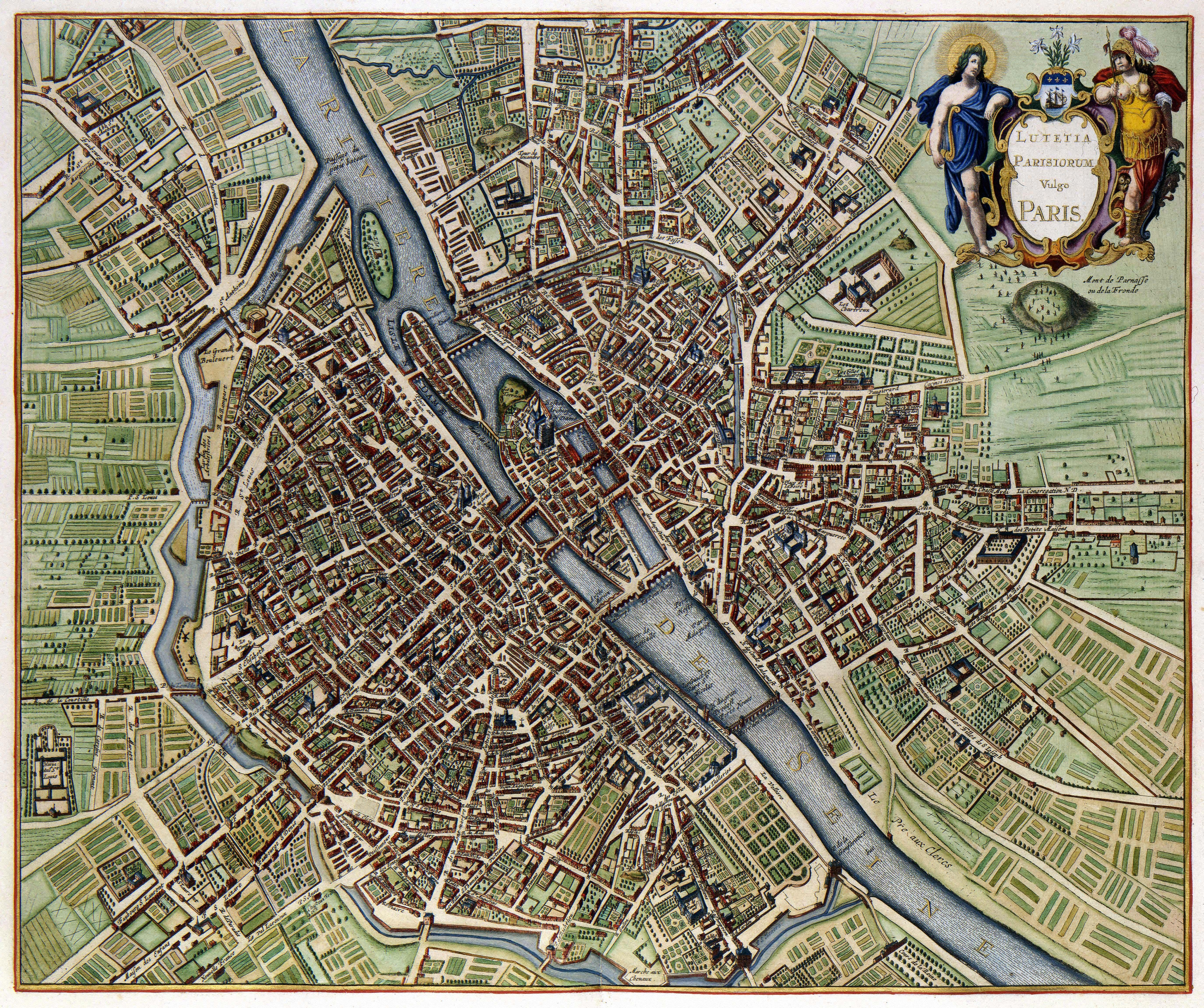
Mapa de París, publicat el 1657.